# Pouke o čovječnosti (2019.)
Pouke o čovječnosti, hrvatski dokumentarni film iz 2019. godine scenarista i redatelja Branka Ištvančića. Snimljen je po istoimenoj knjizi autora Veljka Đorđevića, u produkciji udruge Artizana tijekom 2018. i 2019. godine uz financijsku potporu Ministarstva hrvatskih branitelja, Grada Zagreba, Grada Pakraca i Zaklade Adris.

## Osoblje
Redatelj, producent i scenarist je Branko Ištvančić. Antun Ivanković je koproducent. Veljko Đorđević autor je knjige po kojoj je napravljen scenarij. Glazba i dizajn zvuka Pere Ištvančić. Direktor fotografije je Branko Cahun. Montažer je Branko Vuković.

## Povijest snimanja
Suradnja Grada Pakraca, autora knjige Pouke o čovječnosti Veljka Đorđevića, psihijatrice Marijane Braš i redatelja i scenarista Branka Ištvančića datira iz 2016. godine. Na obilježavanje obljetnice evakuacije dr Marijana Braš bila je izaslanice predsjednice RH. Na praizvedbi je izjavila da je bila šokirana skromnošću obilježavanja ovako velikog događaja. Vrativši se u Zagreb odlučila je da priča mora dobiti veću dimenziju. Uskoro je dr Veljko Đorđević napisao knjigu svjedočanstava i rekonstrukcije događaja evakuacije Pouke o čovječnosti. Dvije godine potom snimljen je i dokumentarni film.  Film je snimljen radi poticanja emocija kod ljudi na razmišljanje o ovom događaju koji je mogao ostati zaboravljen. 
Uloga je filma sačuvati svjedočanstva preživjelih sudionika od zaborava te širiti i promicati istinu i vrijednosti Domovinskog rata. Pokretači projekta snimanja su autor filma Branko Ištvančić i producent Antun Ivanković.
Film je praizveden 29. svibnja 2019. u zagrebačkom Hrvatskom narodnom kazalištu u povodu Dana Grada Zagreba i Dana branitelja Grada Zagreba.

## Radnja
Film je o jednoj od najhumanijih akcija hrvatskih branitelja koju su izveli u noći 29. rujna 1991. godine. 
Koncem rujna u agresiji na Hrvatsku došao je Banjolučki korpus JNA na područje Pakraca. Krenuli su divljački napadi iz svih vrsta naoružanja na pakračku bolnicu. Stalno su ju napadali. Zadnji odjel koji je ostao na teritoriju pod neprijateljskom kontrolom bio je psihijatrijski. Danima im nije bilo elementarnih uvjeta za život. Više od 300 teških psihičkih bolesnika i medicinsko osoblje bilo je bez pitke vode i hrane. Usred žestokih borbi iz neprijateljskog okruženja, uz pomoć medicinskog osoblja evakuirali su u šest autobusa i spasili više od 300 psihijatrijskih bolesnika iz psihijatrijske bolnice u Pakracu. Većina pacijenata bili su srpske nacionalnosti.  
40-ak pakračkih branitelja i 6 vozača autobusa pošlo je u akciju i nisu se pitali kome, zašto i na koji način idu pomoći. Vodili su ih humani motivi. 
Spasitelji su tako status heroja čovječnosti. Djelo je ishodište dobročinstva, čovječnosti, humanosti i medicinske etike, jer su išli spašavati bolesnike u tijeku rata, druge nacionalnosti (iste kao neprijatelj), druge vjeroispovijesti (iste kao u neprijatelja), naći snage izdići se i pokazati da raščovječenom trenutku rata postoji osjećaja i ljudskosti.

## Priznanja
2019. godine uvršten je u natjecateljski program Pulskog filmskog festivala.
2020. godine na 38. izdanju Međunarodnog festivala URTI Grand Prix for Author’s Documentary u Parizu nagrađen je Brončanom medaljom, jednom od četiriju glavnih nagrada za autorski dokumentarac.